# Llista de carreteres prefecturals de Hokkaidō

Símbol de les carreteres prefecturals

Les carreteres prefecturals de Hokkaidō (北海道の道道, Hokkaidô no dôdô) són la xarxa de carreteres d'àmbit prefectural i regional gestionades i pertanyents al govern de Hokkaidō.
Les carreteres prefecturals es divideixen en dues classes, les principals (numerades de l'1 al 200) i les generals, que van a partir del número 200. L'actual sistema de numeració i nomenclatura va establir-se l'1 d'octubre de 1994.

## Carreteres principals
Per tal d'abreujar el nom, s'empra la denominació CPP acompanyada del número i referint-se les sigles a carretera prefectural principal. La denominació original en japonés és 主要道道 (Shuyô Dôdô).
- CPP-1
- CPP-2
- CPP-3
- CPP-4
- CPP-5
- CPP-6
- CPP-7
- CPP-8
- CPP-9
- CPP-10
- CPP-11
- CPP-12
- CPP-13
- CPP-14
- CPP-15
- CPP-16
- CPP-17
- CPP-18
- CPP-19
- CPP-20
- CPP-21
- CPP-22
- CPP-23
- CPP-24
- CPP-25
- CPP-26
- CPP-27
- CPP-28
- CPP-29
- CPP-30
- CPP-31
- CPP-32
- CPP-33
- CPP-34
- CPP-35
- CPP-36
- CPP-37
- CPP-38
- CPP-39
- CPP-40
- CPP-41
- CPP-42
- CPP-43
- CPP-44
- CPP-45
- CPP-46
- CPP-47
- CPP-48
- CPP-49
- CPP-50
- CPP-51
- CPP-52
- CPP-53
- CPP-54
- CPP-55
- CPP-56
- CPP-57
- CPP-58
- CPP-59
- CPP-60
- CPP-61
- CPP-62
- CPP-63
- CPP-64
- CPP-65
- CPP-66
- CPP-67
- CPP-68
- CPP-69
- CPP-70
- CPP-71
- CPP-72
- CPP-73
- CPP-74
- CPP-75
- CPP-76
- CPP-77
- CPP-78
- CPP-79
- CPP-80
- CPP-81
- CPP-82
- CPP-83
- CPP-84
- CPP-85
- CPP-86
- CPP-87
- CPP-88
- CPP-89
- CPP-90
- CPP-91
- CPP-92
- CPP-93
- CPP-94
- CPP-95
- CPP-96
- CPP-97
- CPP-98
- CPP-99
- CPP-100
- CPP-101
- CPP-102
- CPP-103
- CPP-104
- CPP-105
- CPP-106
- CPP-107
- CPP-108
- CPP-109
- CPP-110
- CPP-111
- CPP-112
- CPP-113
- CPP-114
- CPP-115
- CPP-116
- CPP-117
- CPP-118
- CPP-119
- CPP-120
- CPP-121
- CPP-122
- CPP-123
- CPP-124
- CPP-125
- CPP-126
- CPP-127
- CPP-128
- CPP-129
- CPP-130
- CPP-131
- CPP-132
- CPP-133
- CPP-134
- CPP-135
- CPP-136
- CPP-137
- CPP-138
- CPP-139
- CPP-140
- CPP-141
- CPP-142
- CPP-143
- CPP-144
- CPP-145
- CPP-146
- CPP-147
- CPP-148
- CPP-149
- CPP-150
- CPP-151
- CPP-152
- CPP-153
- CPP-154
- CPP-155
- CPP-156
- CPP-157
- CPP-158
- CPP-159
- CPP-160
- CPP-161
- CPP-162
- CPP-163
- CPP-164
- CPP-165
- CPP-166
- CPP-167
- CPP-168
- CPP-169
- CPP-170
- CPP-171
- CPP-172
- CPP-173
- CPP-174
- CPP-175
- CPP-176
- CPP-177
- CPP-178
- CPP-179
- CPP-180
- CPP-181
- CPP-182
- CPP-183
- CPP-184
- CPP-185
- CPP-186
- CPP-187
- CPP-188
- CPP-189
- CPP-190
- CPP-191
- CPP-192
- CPP-193
- CPP-194
- CPP-195
- CPP-196
- CPP-197
- CPP-198
- CPP-199
- CPP-200